# Tivia inconspicua
Tivia inconspicua är en kackerlacksart som beskrevs av Bei-Bienko 1950. Tivia inconspicua ingår i släktet Tivia och familjen Polyphagidae.
Artens utbredningsområde är Iran. Inga underarter finns listade i Catalogue of Life.